# Oost-Azië

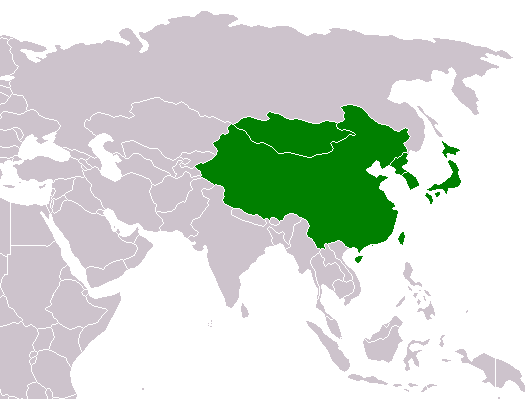
Oost-Azië

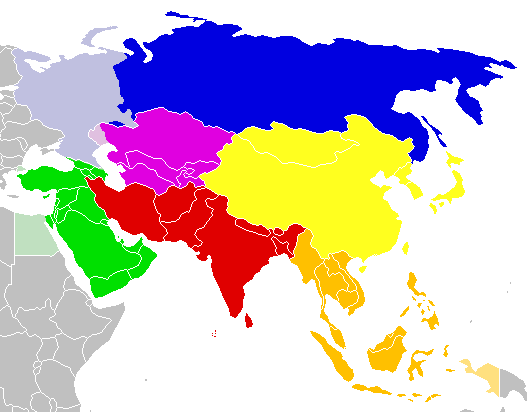
Regio's in Azië:
Noord-Azië
Centraal-Azië
Zuidwest-Azië
Zuid-Azië
Oost-Azië
Zuidoost-Azië

Oost-Azië is het oostelijke deel van het Aziatische continent, bestaande uit China, Japan, Mongolië, Noord-Korea, Zuid-Korea en Taiwan. Bovendien zijn Hongkong en Macau twee speciale bestuurlijke regio's van China. De landen van Oost-Azië waren samen met Zuidoost-Azië in Europa bekend als het "Verre Oosten". De naam "Oost-Azië" heeft zowel een aardrijkskundige als een culturele connotatie. Geografisch gezien beslaat deze regio 6.640.000 km², oftewel 15% van het Aziatische continent. Cultureel gezien omvat het de maatschappijen die zich in de Chinese culturele invloedssfeer bevinden, in de zin dat zij beïnvloed zijn door de klassieke Chinese taal (met het traditionele karakterschrift hanzi), het confucianisme en het neo-confucianisme, het mahayana-boeddhisme en het daoïsme.

## Geografisch Oost-Azië
De volgende staten bevinden zich in het geografische Oost-Azië:
- China (inclusief Hongkong en Macau)
- Japan
- Noord-Korea
- Zuid-Korea
- Mongolië
- Taiwan

## Cultureel Oost-Azië
De volgende samenlevingen bevinden zich in het culturele Oost-Azië:
- Chinese samenleving: 1382 miljoen inwoners op een oppervlakte van 9.596.961 km².
- Japanse samenleving: 125 miljoen inwoners op een oppervlakte van 377.962 km²
- Vietnamese samenleving: 95 miljoen inwoners op een oppervlakte van 331.210 km²
- Koreaanse samenleving: 75 miljoen inwoners op een oppervlakte van 221.487 km
- Taiwanese samenleving: 23,5 miljoen inwoners op een oppervlakte van 36.193 km² (geclaimd door Volksrepubliek China)
- Mongoolse samenleving: 3 miljoen inwoners op een oppervlakte van 1.566.000 km²

## Oost-Azië bij uitbreiding
De volgende landen of regio's worden soms ook beschouwd als deel van Oost-Azië
- Delen van China die historisch gezien niet Han-Chinees waren; Xinjiang, Qinghai en Tibet (Centraal-Azië of Oost-Azië) maar waar Chinese, etnische, culturele kolonisatie heeft plaatsgevonden en nog plaatsvindt
- Het Russische Verre Oosten, dat onder Russisch bestuur valt maar cultureel zelfstandig is gebleven (Noord-Azië of Oost-Azië)
- Vietnam (Zuidoost-Azië of Oost-Azië)

## De Europese ontdekking van het 'Verre Oosten'
Een van de eerste Europeanen die het gebied beschreef, was Marco Polo, die China via de Zijderoute bereikte in de 13e eeuw. Zijn oom en vader waren er al eerder geweest. Mongolië was zelfs nog eerder bezocht door mensen als Giovanni de Plano Carpini en Willem van Ruysbroeck.
Na hem 'ontdekten' de Portugezen dit gebied en dreven handel met onder andere China. Later, vanaf 1600, deden ook de Nederlanders dit gebied aan vanaf Nederlands-Indië.
Centraal-Azië (Midden-Azië) · Noord-Azië · Oost-Azië · Zuid-Azië · Zuidoost-Azië · Zuidwest-Azië

Oosten: Nabije Oosten · Midden-Oosten · Verre Oosten

Arabië · Golf · Indië · Indochina · Levant · Mashreq · Sinosfeer · Indosfeer · Turkestan